# Empire Awards 2001
La 6ª edizione degli Empire Awards, organizzata dalla rivista cinematografica inglese Empire,  si è svolta nel 2001 a Londra, e premiò i film usciti nel 2000.

## Vincitori e candidati
I vincitori sono indicati in grassetto.
 Miglior film 
- Il gladiatore (Gladiator), regia di Ridley Scott
- American Beauty, regia di Sam Mendes
- Alta fedeltà (High Fidelity), regia di Stephen Frears
- Magnolia, regia di Paul Thomas Anderson
- La tigre e il dragone (臥虎藏龍 Wòhǔ Cánglóng), regia di Ang Lee

 Miglior attore 
- Russell Crowe - Il gladiatore (Gladiator)
- Kevin Spacey - American Beauty
- John Cusack - Alta fedeltà (High Fidelity)
- Jim Carrey - Il Grinch (Dr. Seuss' How the Grinch Stole Christmas)
- George Clooney - Fratello, dove sei? (O Brother, Where Art Thou?)

 Miglior attore britannico 
- Vinnie Jones - Snatch - Lo strappo (Snatch)
- Christian Bale - American Psycho
- Robert Carlyle - Le ceneri di Angela (Angela's Ashes)
- Michael Caine - Le regole della casa del sidro (The Cider House Rules)
- Jude Law - Il talento di Mr. Ripley (The Talented Mr. Ripley)

 Miglior attrice 
- Connie Nielsen - Il gladiatore (Gladiator)
- Hilary Swank - Boys Don't Cry
- Julia Roberts - Erin Brockovich - Forte come la verità (Erin Brockovich)
- Angelina Jolie - Ragazze interrotte (Girl, Interrupted)
- Kate Winslet - Quills - La penna dello scandalo (Quills)

 Miglior attrice britannica 
- Julie Walters - Billy Elliot
- Kathy Burke - Kevin & Perry
- Thandie Newton - Mission: Impossible 2
- Brenda Blethyn - L'erba di Grace (Saving Grace)
- Samantha Morton - Accordi e disaccordi (Sweet and Lowdown)

 Miglior regista 
- Bryan Singer – X-Men
- Paul Thomas Anderson – Magnolia
- Christopher Nolan – Memento
- Michael Mann – Insider - Dietro la verità (The Insider)
- Ang Lee – La tigre e il dragone (臥虎藏龍 Wòhǔ Cánglóng)

 Miglior regista britannico 
- Guy Ritchie - Snatch - Lo strappo (Snatch)
- Sam Mendes - American Beauty
- Stephen Daldry - Billy Elliot
- Peter Lord e Nick Park - Galline in fuga (Chicken Run)
- Ridley Scott - Il gladiatore (Gladiator)

 Miglior film britannico 
- Billy Elliot, regia di Stephen Daldry
- Le ceneri di Angela (Angela's Ashes), regia di Alan Parker
- Galline in fuga  (Chicken Run), regia di Peter Lord e Nick Park
- Snatch - Lo strappo (Snatch), regia di Guy Ritchie
- Topsy-Turvy - Sotto-sopra (Topsy-Turvy), regia di Mike Leigh

 Miglior debutto 
- Jamie Bell - Billy Elliot
- Sam Mendes – American Beauty
- Spike Jonze – Essere John Malkovich (Being John Malkovich)
- Peter Lord e Nick Park – Galline in fuga (Chicken Run)
- Sofia Coppola – Il giardino delle vergini suicide (The Virgin Suicides)

## Premi Onorari
- Inspiration Award: Aardman Animation

- Lifetime Achievement Award: Richard Harris